# デビルスティック

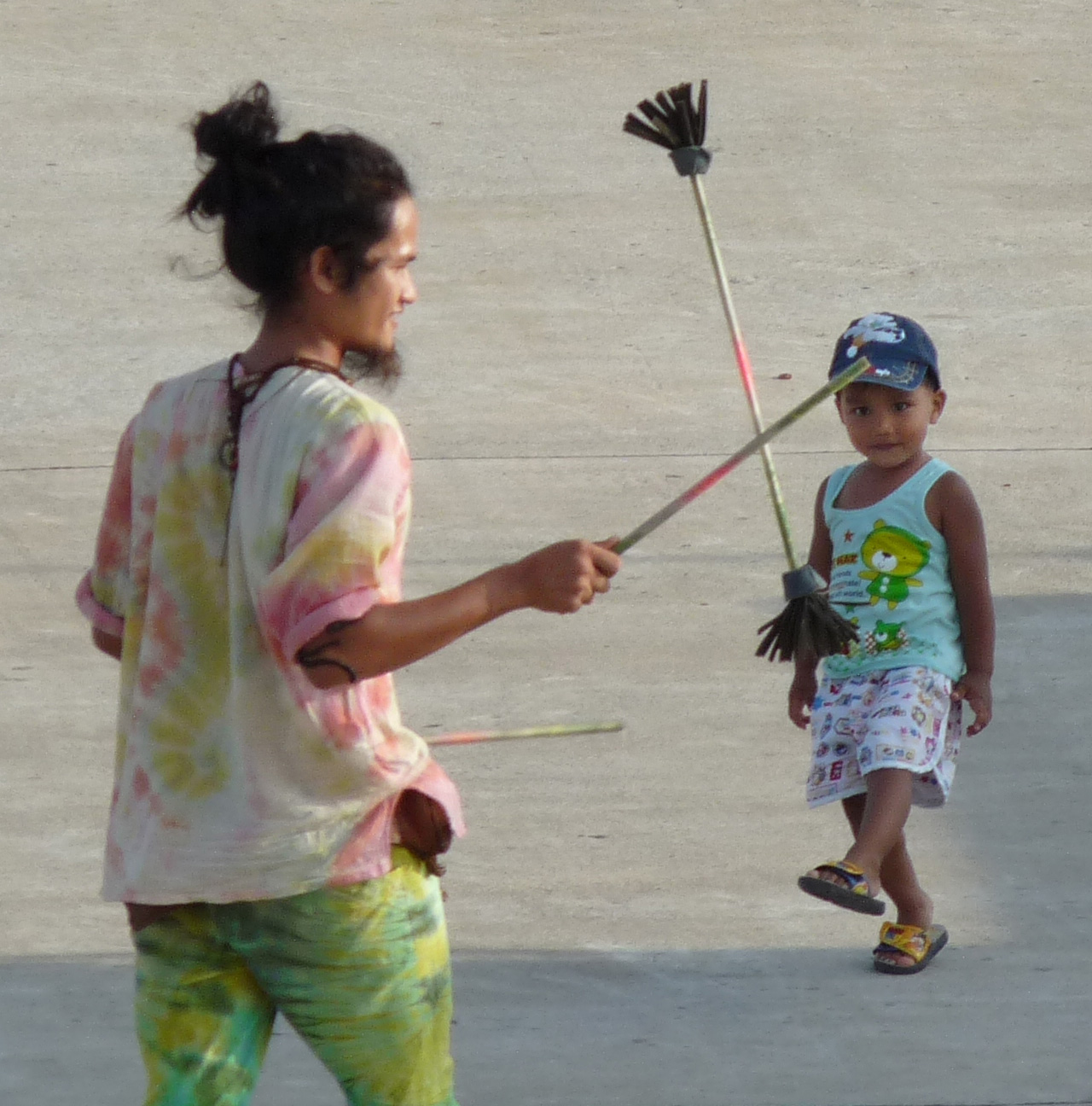
フラワースティック

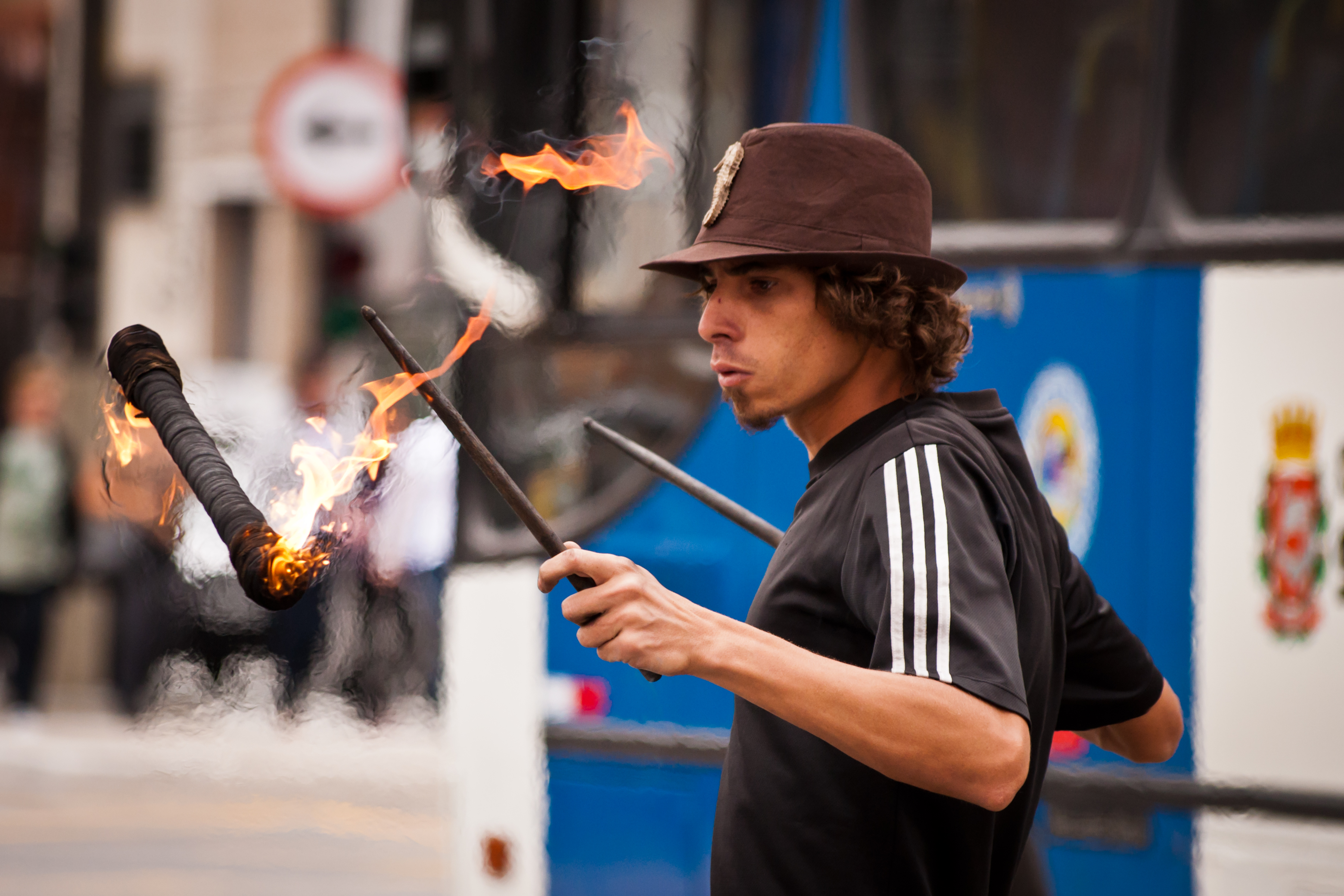
ファイアーデビルスティック

デビルスティックとは、センタースティックという棒を両手に持ったハンドスティックで叩くことにより、センタースティックを浮かせたり、回したり、飛ばしたりするジャグリングのことである。また、しばしばその用具を指し示すこともある。 
センタースティックの両端に飾り（ベルと呼ぶ）をつけ動きを緩やかにしたフラワースティックや、同じく両端についた耐火布に燃料をしみこませ火をつけるファイアーデビルスティックなどを含めた総称として使われる。
発祥は中国であり、19世紀にヨーロッパに伝来したと考えられる。
センタースティックの滑らかな動きが、あたかも生物が動いているかのような印象を与える。
また、デビルスティックの道具を使う人をデビル使いと呼ぶこともある。

## 代表的な技
アイドリング
ハンドスティックでセンタースティックの上半分を交互にたたき上げる技。ハーフフリップなど、次の技へ展開するための準備段階に行われる。センタースティックが左右に揺れているように見える。
キックアップスタート
センタースティックを足に引っ掛けながら蹴り上げ、アイドリングにつなげる技。
アンダー・ザ・レッグ
アイドリングの状態から、足の下でセンタースティックを叩く技。
ハーフフリップ
アイドリングの状態から、センタースティックを強く叩くことで上下半回転させる技。
フルフリップ
アイドリングの状態から、センタースティックを強く叩くことで一回転させる技。
プロペラ
1本のハンドスティックでセンタースティックの中央付近を叩き続け、一方向に回転させ続ける技。体の向きを変えることでソーに繋げられる。
ヘリコプター
片手は押しながら打ち、もう片手は引きながら打つことで、センタースティックを地面と平行に回転させ続ける技。
フライングヘリコプター
ヘリコプターの状態からセンタースティックの真ん中あたりを下から叩き、ヘリコプターの状態で宙に浮かせる技。
チョップ
ハーフフリップをそれぞれバックハンドで打ち返す技。
ソー
自分の正面で、両手で挟むようにして縦方向に回転させ続ける技。体の向きを変えることでプロペラに繋げられる。